# SN 2008cy
SN 2008cy – supernowa typu II-P odkryta 6 czerwca 2008 roku w galaktyce M-02-39-16. W momencie odkrycia miała maksymalną jasność 17,20m.